# Jeppe Farsøht
Jeppe Farsøht (født 15. september 1978) er en tidligere dansk eliteløber. Han har løbet seriøst siden han blev medlem af Helsingør IF i 1995 og skiftede i 2002 til Herning Løbeklub. Han er langdistanceløber og er blandt de bedste i Danmark på distancerne halvmaraton og helmaraton. Han skiftede i 2011 til AGF, men tilbage til Herning LK i efteråret 2012 .Jeppe Farsøht har vundet DM sølv på maratondistancen to år i streg i 2003 (2:25.56) og 2004 (2:22.37). I 2006 såvel som i 2007 blev han nr. 4 til DM halvmaraton.

## Personlige rekorder
- 400 meter: 50.91 (2014)[kilde mangler]
- 5000 meter: 14.47.93 (2009)
- 10.000 meter: 30.23.87 (2009)
- Halvmaraton: 66.22 (2009)
- Maraton: 2.18.47 (2010)[2]